# Rova Saxophone Quartet
Rova Saxophone Quartet ou plus simplement Rova est un quatuor de saxophones créé à San Francisco en 1977. Il est composé de Jon Raskin (baryton, alto, soprano, sopranino), Larry Ochs (tenor, alto, soprano, sopranino), Andrew Voigt (alto, soprano, sopranino) et Bruce Ackley (soprano, tenor). En 1988, Andrew Voigt quitte le groupe et est remplacé par Steve Adams (alto, baryton, sopranino). 
N'hésitant pas à recréer des classiques du jazz comme ceux de John Coltrane (il a enregistré deux versions d'Ascension avec deux formations différentes, l'une acoustique, l'autre électrique) ou de Miles Davis (avec l'ensemble Yo Miles! de Wadada Leo Smith et d'Henry Kaiser), il joue essentiellement des pièces composées par ses membres ou des œuvres commandées à de nombreux compositeurs contemporains, entre autres à Anthony Braxton, Alvin Curran, Terry Riley, Barry Guy, Fred Frith, Lindsay Cooper, Satoko Fujii, etc.